# Cybulki
Cybulki (deutsch Czybulken, 1938–1945 Richtenfeld) ist ein Dorf in der polnischen Woiwodschaft Ermland-Masuren, das zur Landgemeinde Wydminy (Widminnen) im Powiat Giżycki (Kreis Lötzen) gehört.

## Geographische Lage
Cybulki liegt in der östlichen Mitte der Woiwodschaft Ermland-Masuren, 21 Kilometer südöstlich der Kreisstadt Giżycko (Lötzen).

## Geschichte
Der kleine nach 1785 Zybulken und bis 1938 Czybulken genannte Ort bestand vor 1945 aus ein paar größeren und kleineren Höfen. Gegründet wurde er, als am 10. Januar 1473 Veit von Gich fünf Hufen zur Anlage eines Dienstgutes verschreibt. Zwischen 1874 und 1945 war Czybulken in den Amtsbezirk Klein Gablick (polnisch Gawliki Małe) eingegliedert, der – 1938 in Amtsbezirk Balzhöfen umbenannt – zum Kreis Lötzen im Regierungsbezirk Gumbinnen (1905 bis 1945 Regierungsbezirk Allenstein) in der preußischen Provinz Ostpreußen gehörte.
Die Einwohnerzahl Czybulkens belief sich im Jahr 1910 auf 94 und im Jahr 1933 auf ebenso viele. 
Aufgrund der Bestimmungen des Versailler Vertrags stimmte die Bevölkerung im Abstimmungsgebiet Allenstein, zu dem Czybulken gehörte, am 11. Juli 1920 über die weitere staatliche Zugehörigkeit zu Ostpreußen (und damit zu Deutschland) oder den Anschluss an Polen ab. In Czybulken stimmten 40 Einwohner für den Verbleib bei Ostpreußen, auf Polen entfiel keine Stimme.
Am 3. Juni (amtlich beglaubigt am 16. Juli) des Jahres 1938 wurde Czybulken aus politisch-ideologischen Gründen der Abwehr fremdländisch klingender Ortsnamen in Richtenfeld umbenannt. Die Einwohnerzahl sank bis 1939 auf 84.
Im Jahre 1945 wurde das Dorf in Kriegsfolge mit dem gesamten südlichen Ostpreußen nach Polen überstellt und erhielt die polnische Namensform Cybulki. Heute ist es Sitz eines Schulzenamtes (polnisch sołectwo) und eine Ortschaft im Verbund der Landgemeinde Wydminy (Widminnen) im Powiat Giżycki (Kreis Lötzen), bis 1998 der Woiwodschaft Suwałki, seither der Woiwodschaft Ermland-Masuren zugehörig.

## Religionen
Bis 1945 war Czybulken in die evangelische Kirche Widminnen in der Kirchenprovinz Ostpreußen der Evangelischen Kirche der Altpreußischen Union und in die katholische Pfarrkirche St. Bruno Lötzen im Bistum Ermland eingepfarrt.
Heute gehört Cybulki zur evangelischen Kirchengemeinde Wydminy, einer Filialgemeinde der Pfarrei Giżycko in der Diözese Masuren der Evangelisch-Augsburgischen Kirche in Polen bzw. zur katholischen Pfarrkirche Wydminy im Bistum Ełk (Lyck) der Römisch-katholischen Kirche in Polen.

## Verkehr
Cybuli liegt östlich einer zum Teil unwegsamen Nebenstraße, die die Woiwodschaftsstraße DW 655 bei Wydminy (Widminnen) mit der Woiwodschaftsstraße DW 656 bei Ranty (Ranten) verbindet. Die nächste Bahnstation ist Wydminy an der Bahnstrecke Głomno–Białystok.